# Susanne Bohl
Susanne Bohl (* 4. Januar 1738 in Lobeda als Susanne Eberhardt; † 29. August 1806 ebenda) war eine deutsche Gelegenheitsdichterin der Goethe-Zeit.

## Leben und Wirken
Als Tochter eines Instrumentenmachers und Gotteskastenvorstehers erhielt Susanne Eberhardt eine gute Ausbildung. Sie heiratete am 10. November 1755 den Bürgermeister von Lobeda, Steuereinnehmer und Steuerrevisor Johann Justin Bohl, der 1727 in Eisenach geboren war. Der Ehe entstammten sieben Kinder, von denen nur zwei Töchter die Mutter überlebten.
Als Bürgermeistersgattin schrieb sie Gelegenheitsgedichte. 1775 trat sie erstmals und für ihre Zeit recht kühn an die Öffentlichkeit, indem sie dem Weimarer Herzog Carl August zu dessen Vermählung und Regierungsantritt ihre Glückwünsche in Versform übermittelte.
Sie las offenbar regelmäßig den von Christoph Martin Wieland verlegten Teutschen Merkur. Ein unter dem Titel Wolken und Weibe abgedrucktes Gedicht erregte ihren Unwillen als Frau. Sie fühlte sich berufen, die Frauen in Schutz zu nehmen und verfasste eine Entgegnung unter dem Titel Männer und Winde, die Wieland ebenfalls im Teutschen Merkur veröffentlichte und sie schlagartig bekannt machte. Goethe soll später von ihr gesagt haben, sie habe „ein zartes dichterisches Talent“.
Es folgten weitere Gedichte. Die meisten wurden entweder unsigniert gedruckt und sind heute nicht mehr zuordenbar oder sie beziehen sich wieder direkt auf Weimarer Hofereignisse, wie die Geburt des späteren Großherzogs Carl Friedrich 1783.
Susanne Bohl zog mit ihrem Intellekt, ihrem liebenswerten Charakter und ihrer Kochkunst viele Literaturfreunde an. Sie betrieb in ihrer Wohnung bzw. dem zugehörigen Gartenpavillon, heutige Anschrift „Jena-Lobeda, Im Winkel 2“, einen kleinen literarischen Zirkel, deren Freunde sich hier geborgen und angeregt fühlten. Goethe formuliert es so, dass „ihr Haus lange eine lichter Punct im Saaletal gewesen ist“.
Im August 1784 wurde im Gartenhaus ihres Anwesens in Lobeda Literaturgeschichte geschrieben. Es trafen sich der Jenaer Professor Christian Gottfried Schütz, der Weimarer Schriftsteller Christoph Martin Wieland sowie der Verleger Friedrich Justin Bertuch. Sie beschlossen die Herausgabe der Allgemeinen Literatur-Zeitung, die erstmals am 1. Januar 1785 erschien. Diese Zeitung war zwischen 1785 und 1803 das auflagenstärkste deutschsprachige literarische Rezensionsorgan.
Erstmals besuchte Goethe mit Major von Knebel 1784 Susanne Bohl. Nach seiner Italienreise 1786–1788 besuchte  er die Bürgermeisterin häufiger. Schillers Lotte schloss mit ihr Freundschaft und oft war Susanne Bohl zu Gast in Weimar oder in Jena bei Goethe oder Knebel.
Nach 1785 verarmte Susanne Bohl durch Familienereignisse wie den Tod des Schwiegersohnes Löber 1785, der eine Witwe mit sieben Kindern hinterließ, den Tod des ältesten Sohns Georg Gottlob 1794 und den Tod des Ehemanns mit 68 Jahren. Nach wie vor hatte sie Gönner, wie Goethe, Knebel und Herder. Vor allem Goethe bewegten die Bohlschen Verhältnisse sehr und er erwirkte mehrmals mit Erfolg über den Weimarer Hof materielle und finanzielle Hilfe.
1948 wurde die Straße Kirchberg in Lobeda in Susanne-Bohl-Straße umbenannt.